# Barbara Agnieszka brzeska

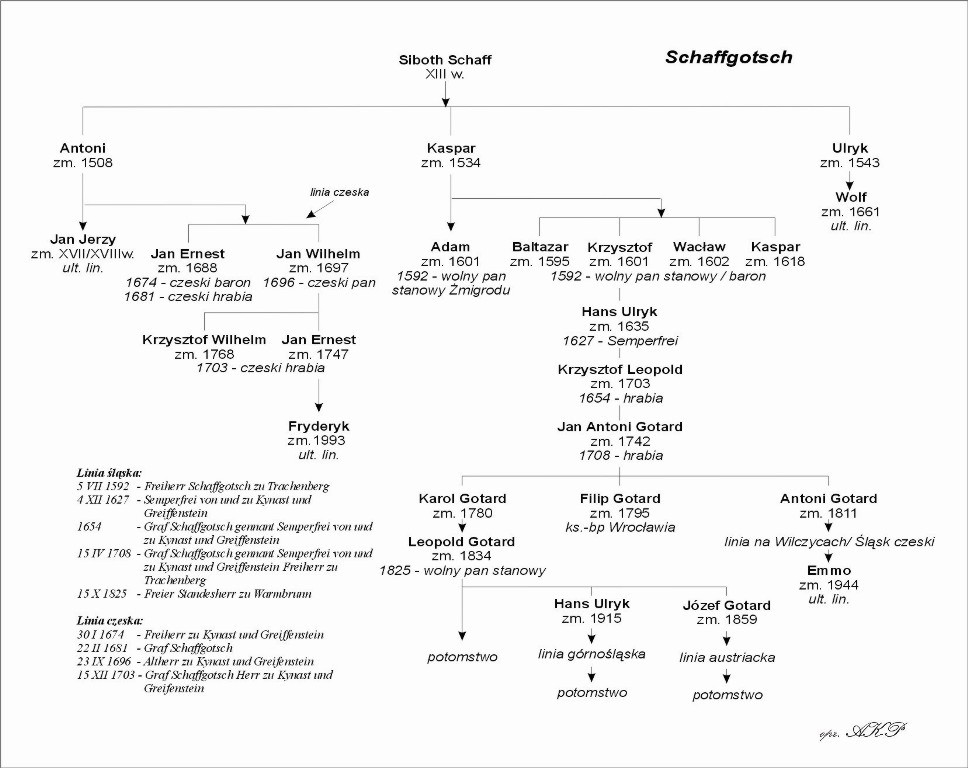
Hans Ulryk na drzewie genealogicznym

Barbara Agnieszka (ur. 24 lutego 1593, zm. 24 lipca 1631) – księżniczka legnicko-brzeska. Córka księcia Brzegu i Legnicy Joachima Fryderyka i Anny Marii ks. Anhaltu. Jesienią 1620 poślubiła pana stanowego Żmigrodu Hansa Ulryka Schaffgotscha (1595–1635). Pochowana została w  grobowcu rodzinnym zbudowanym przez Hansa II Schaffgotscha  w kościele św. Jadwigi w Gryfowie Śląskim.

## Genealogia
| Jerzy II brzeski ur. 18 VII 1523 zm. 7 V 1586 | Jerzy II brzeski ur. 18 VII 1523 zm. 7 V 1586 |                                                                  |                                                                  | Barbara Hohenzollern 1) ur. 10 VIII 1527 zm. 2 I 1595 | Barbara Hohenzollern 1) ur. 10 VIII 1527 zm. 2 I 1595 |  |  | Joachim Ernest ks. Anhaltu ur. 21 X 1536 zm. 6 (16) XII 1586 | Joachim Ernest ks. Anhaltu ur. 21 X 1536 zm. 6 (16) XII 1586 |                                                   |                                                   | Agnieszka hr. Barby ur. 23 VI 1540 zm. 27 XI 1569 | Agnieszka hr. Barby ur. 23 VI 1540 zm. 27 XI 1569 |
|                                               |                                               |                                                                  |                                                                  |                                                       |                                                       |  |  |                                                              |                                                              |                                                   |                                                   |                                                   |                                                   |
|                                               |                                               |                                                                  |                                                                  |                                                       |                                                       |  |  |                                                              |                                                              |                                                   |                                                   |                                                   |                                                   |
|                                               |                                               | Joachim Fryderyk legnicko-brzeski ur. 29 IX 1550 zm. 25 III 1602 | Joachim Fryderyk legnicko-brzeski ur. 29 IX 1550 zm. 25 III 1602 |                                                       |                                                       |  |  |                                                              |                                                              | Anna Maria Anhalcka ur. 13 VI 1561 zm. 11 XI 1605 | Anna Maria Anhalcka ur. 13 VI 1561 zm. 11 XI 1605 |                                                   |                                                   |
|                                               |                                               |                                                                  |                                                                  |                                                       |                                                       |  |  |                                                              |                                                              |                                                   |                                                   |                                                   |                                                   |
|                                               |                                               |                                                                  |                                                                  |                                                       |                                                       |  |  |                                                              |                                                              |                                                   |                                                   |                                                   |                                                   |
|                                               |                                               |                                                                  |                                                                  |                                                       |                                                       |  |  |                                                              |                                                              |                                                   |                                                   |                                                   |                                                   |

|                                                  |                                                | Hans Ulrich von Schaffgotsch ur. 28 VIII 1595 zm. 23 VII 1635 OO 18 X 1620 | Hans Ulrich von Schaffgotsch ur. 28 VIII 1595 zm. 23 VII 1635 OO 18 X 1620 | Barbara Agnieszka ur. 24 II 1593 zm. 24 VII 1631 | Barbara Agnieszka ur. 24 II 1593 zm. 24 VII 1631 |                                           |                                           |                                   |                                   |
|                                                  |                                                |                                                                            |                                                                            |                                                  |                                                  |                                           |                                           |                                   |                                   |
|                                                  |                                                |                                                                            |                                                                            |                                                  |                                                  |                                           |                                           |                                   |                                   |
|                                                  |                                                |                                                                            |                                                                            |                                                  |                                                  |                                           |                                           |                                   |                                   |
| Anna Elżbieta 2) ur. 11 II 1622 zm. 11 IV 1650   | Anna Elżbieta 2) ur. 11 II 1622 zm. 11 IV 1650 | Krzysztof Leopold ur. 8 IV 1623 zm. 30 VI 1703                             | Krzysztof Leopold ur. 8 IV 1623 zm. 30 VI 1703                             | Hans Ulryk 3) ur. 19 VI 1624 zm. 2 VI 1660       | Hans Ulryk 3) ur. 19 VI 1624 zm. 2 VI 1660       | Jerzy Rudolf ur. 17 I 1626 zm. 15 IV 1630 | Jerzy Rudolf ur. 17 I 1626 zm. 15 IV 1630 | Adam Gotard ur. 7 X 1627 zm. 1641 | Adam Gotard ur. 7 X 1627 zm. 1641 |
|                                                  |                                                |                                                                            |                                                                            |                                                  |                                                  |                                           |                                           |                                   |                                   |
| Gotard Franciszek 4) ur. 7 VII 1629 zm. 4 V 1668 |                                                |                                                                            |                                                                            |                                                  |                                                  |                                           |                                           |                                   |                                   |

| 1. córka elektora brandenburskiego Joachima II Hektora i Magdaleny Wettyn 2. żona wojewody malborskiego Jakuba Wejhera, założyciela Wejherowa 3. otrzymał polski indygenat w 1652 r. 4. genealog, badacz związków rodu Schaffgotschów z dynastiami europejskimi, kanonik wrocławski |

## Literatura
- A. Kuzio-Podrucki, Schaffgotschowie. Dzieje wielkiego rodu z Europy Środkowej, Katowice 2024, ISBN 978-8367152-61-7.

- Arkadiusz Kuzio-Podrucki, Schaffgotschowie. Zmienne losy śląskiej arystokracji, Bytom 2007, ISBN 978-83-923733-1-5.